# Barbara-Uthmann-Denkmal (Annaberg-Buchholz)
Das Barbara-Uthmann-Denkmal, ursprünglich als Barbara-Uttmann-Denkmal bezeichnet, in Annaberg-Buchholz im sächsischen Erzgebirge erinnert an die frühneuzeitliche Unternehmerin Barbara Uthmann (1514–1575) und ist heute auch unter dem Namen Barbara-Uthmann-Brunnen bekannt.

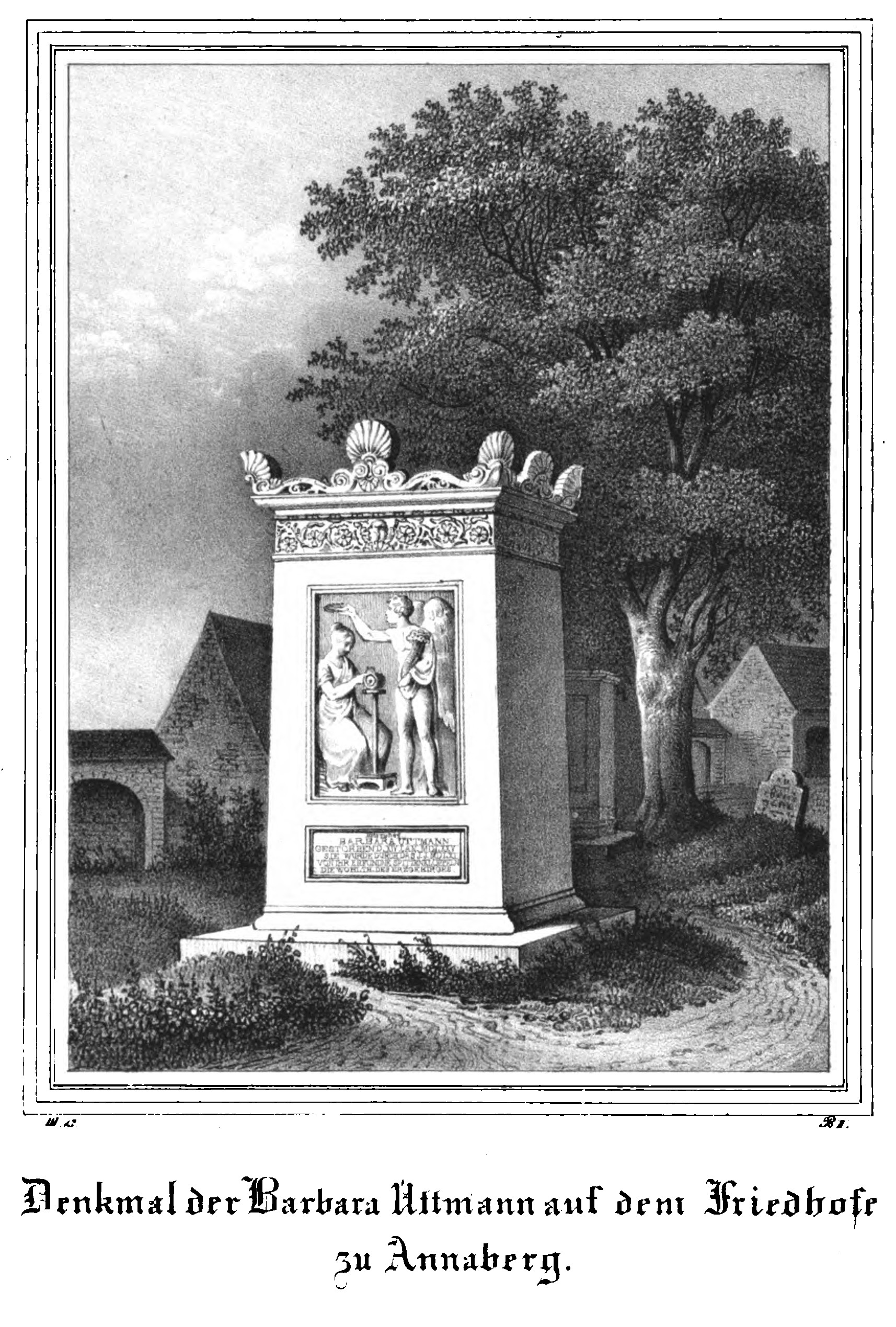
Ursprüngliches Barbara-Uttmann-Denkmal auf dem Friedhof (1837)

## Geschichte

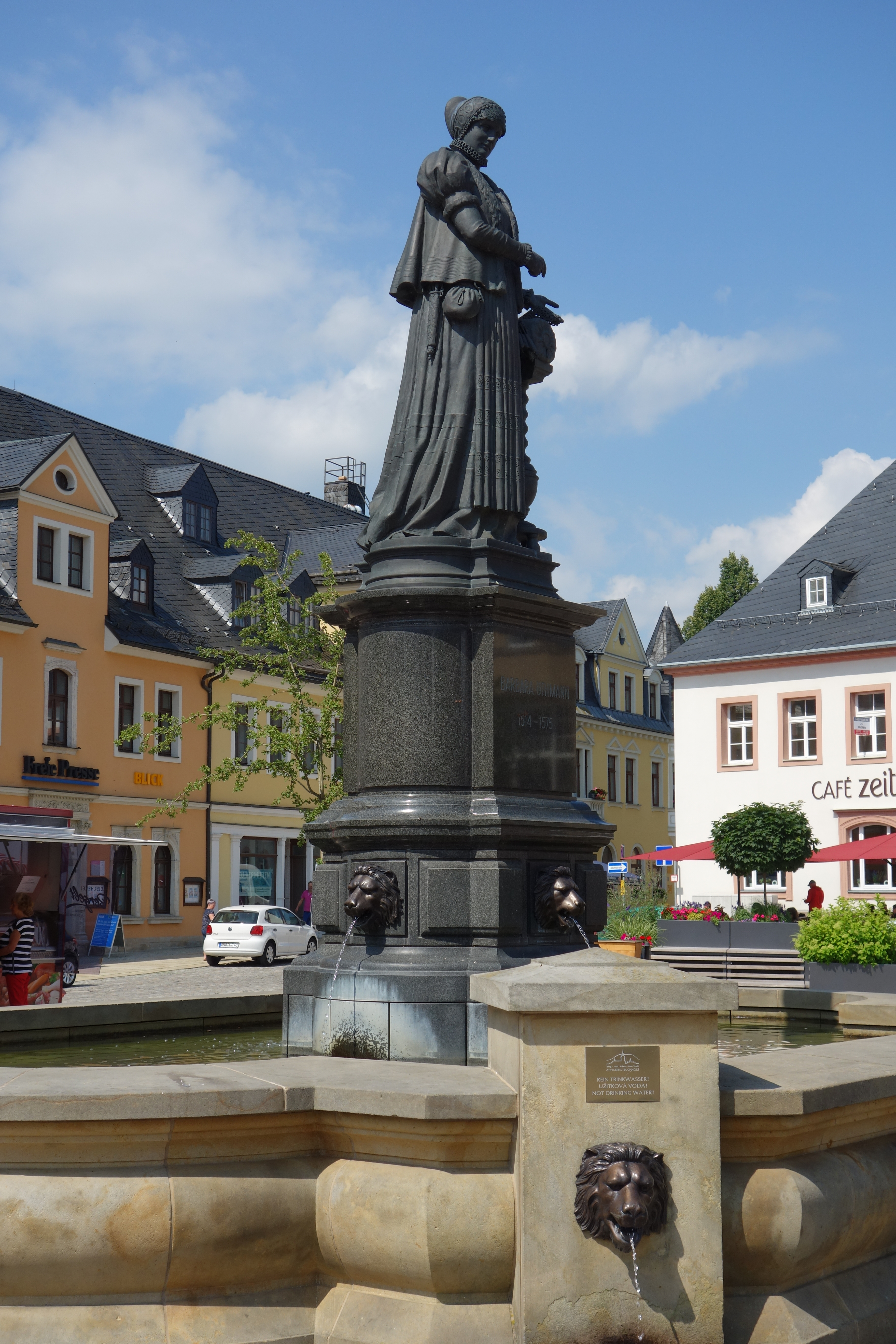
Barbara-Uthmann-Brunnen (2021)

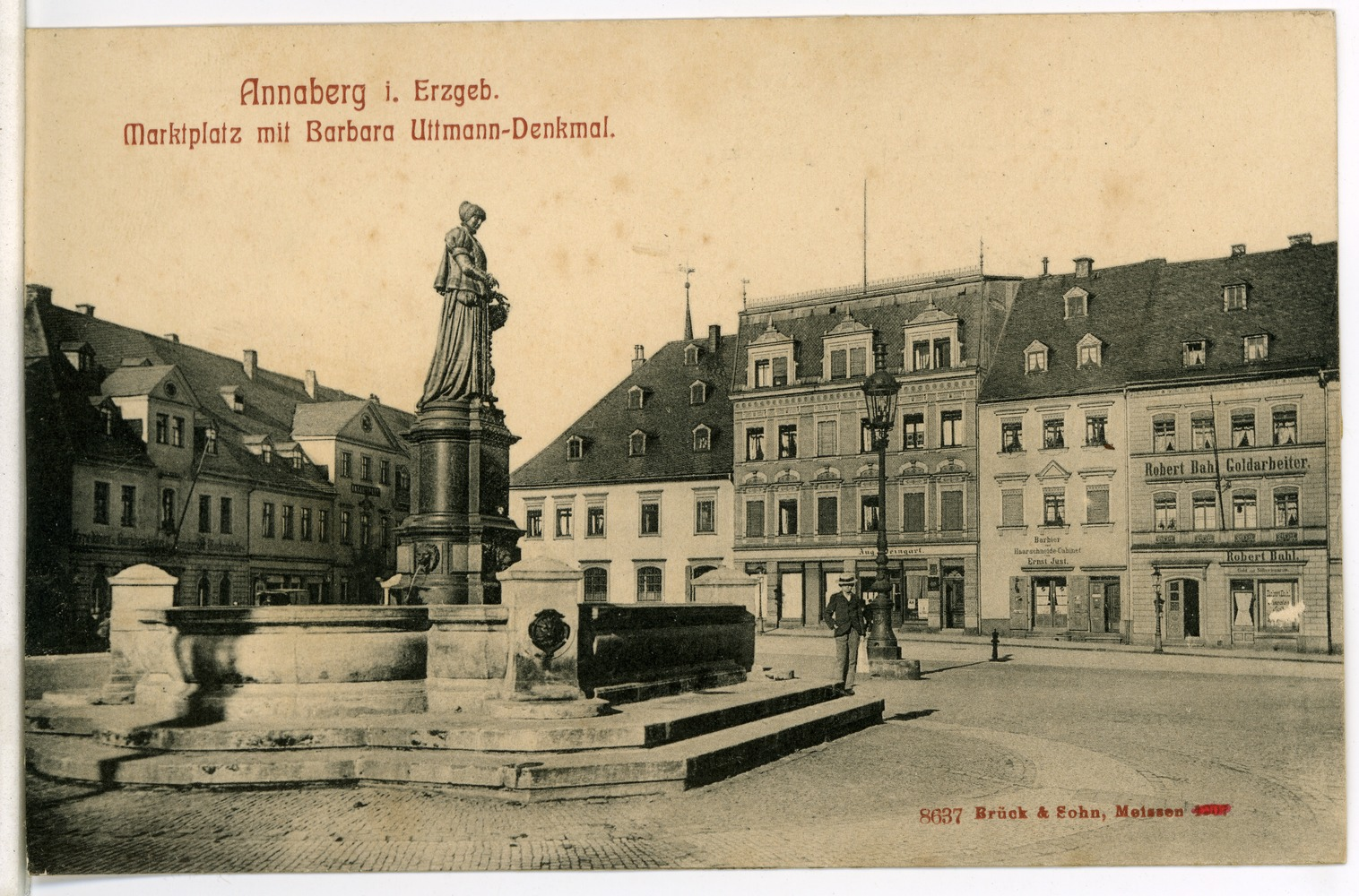
Barbara-Uttmann-Denkmal (1907)

Das erste Denkmal für Barbara Uthmann entstand 1834 auf dem alten Annaberger Friedhof. Die Stadt Annaberg wollte damit ihrem Dank an Uthmann dauerhaften Ausdruck verleihen, da sie als wichtige Vertreterin des Aufschwungs der erzgebirgischen Wirtschaft im 16. Jahrhundert gilt, von dem insbesondere auch Annaberg profitierte. Nachdem Annaberg im letzten Viertel des 19. Jahrhunderts zu einem prosperierenden Zentrum der auch auf Uthmann zurückgehenden Posamentenherstellung geworden war, wurde die Errichtung eines neuen Denkmals für Uttmann an exponierter Stelle beschlossen, das gleichzeitig ein Wahrzeichen für den Annaberger Marktplatz sein sollte.
Das Denkmal schuf der Dresdner Bildhauer Robert Henze als Bronze-Standbild. Die Konzeption eines Denkmals als Zentrum einer Brunnenanlage hatte Henze schon in früheren Arbeiten verwirklicht, ebenso entlehnte er das Uthmann-Denkmal von dem 1869 geschaffenen Denkmal für Kurfürstin Anna in Dresden (1869). Er nutzte das einzige existierende Porträt von Uttmann nach einer Elfenbeinschnitzerei im Grünen Gewölbe zu Dresden, gezeichnet vom Historienmaler Sachse.
Die feierliche Einweihung des Denkmals fand am 10. November 1886 in Annaberg unter Beteiligung zahlreicher Behörden, Geistlicher, Lehrer mit ihren Schülern, Vereine, Innungen und anderen Korporationen statt. Der Festzug, in dem auch ein Wagen mit sechs arbeitenden Klöpplerinnen in erzgebirgischer Tracht und das Annaberger Bergmannsmusikkorps eingereiht waren, endete auf dem Marktplatz vor dem Denkmal. Nach dem Gesang von Ludwig van Beethovens Die Himmel rühmen des Ewigen Ehre hielt der Bürgermeister Wilisch eine Rede, in der er an Uthmanns Grabschrift „Ein thätiger Geist, eine sinnige Hand, sie ziehen den Segen ins Vaterland“ anknüpfte. Daraufhin nahm er die Enthüllung des Denkmals vor.
Nach einem Hochruf auf den sächsischen König Albert hielt der Annaberger Superintendent Schmidt die Weihrede, wobei er auf das Wirken Uthmanns als Bürgerin einer großen Zeit und als einfache christliche Hausfrau hinwies, von der ein Segen über das gesamte Erzgebirge und über dessen Grenzen durch die von ihr gelehrte Kunst des Spitzenklöppelns ausgegangen sei.
Bereits 1887 stellte die Leipziger Zeitung die Annahme, Barbara Uthmann habe das Klöppeln im Erzgebirge eingeführt, als irrig heraus. Sie hätte im Erzgebirge den Handel mit Borten, nicht aber mit geklöppelten, sondern mit gewirkten Borten ins Leben gerufen.
Ende der 1930er Jahre verunglückte ein am Brunnenrand spielendes Kind tödlich. In der Folge wurden das Brunnenbecken des Denkmals trockengelegt und zum Blumenkübel umgestaltet. Am 30. Juli 1942 wurde die Bronzefigur zum Zwecke der Kriegsproduktion demontiert und eingeschmolzen.
Nach zwei Umfragen wurde am 12. November 1998 in Annaberg-Buchholz beschlossen, das Barbara-Uthmann-Denkmal neu zu errichten. Dazu gründete sich 1999 ein Förderverein. Nach zehnjähriger Spendensammlung wurde eine Kopie (Nachguss) des Denkmals am 2. Oktober 2002 auf dem Marktplatz enthüllt.